# Paula Modersohn-Becker
Paula Modersohn-Becker (Dresden, 8 de febrer de 1876–Worpswede, 21 de novembre de 1907) va ser una pintora alemanya, i una de les representants del moviment expressionista al seu país.
Nascuda a Dresden, va fer estudis de pintura i va reunir artistes independents al poble de Worpswede, no lluny de Bremen, on predicava un retorn a la natura i als valors simples de la gent camperola. Allí es va casar amb el paisatgista Otto Modersohn. La falta d'audàcia dels pintors de Worpswede, la van empènyer a usar inspiracions exteriors i a efectuar repetides estades a París.
Els catorze curts anys durant els quals Paula Modersohn-Becker va exercir el seu art li van permetre realitzar almenys set-centes cinquanta pintures, tretze estampes i prop d'un miler de dibuixos. El seu estil, particularment únic i original, és el fruit de múltiples influències, entre la tradició i la modernitat. La seva pintura presenta aspectes que barregen l'impressionisme de Cézanne o Gauguin, el cubisme de Picasso, el fauvisme, l'art japonès i el renaixement alemany. La força expressiva de la seva obra resumeix els principals aspectes de l'art de principis del segle xx. Paula Modersohn-Becker va morir als trenta-un anys. Actualment, l'artista és poc coneguda més enllà dels països germanòfons.

## En el cinema
Paula Modersohn-Becker va ser representada en la pel·lícula alemanya Paula (2016), dirigida per Christian Schwochow. El film repassa la trajectòria artística i vital de Paula Becker durant la seva estada a Worpsede i París. La pintora és interpretada per Carla Juri. El film va aconseguir dos premis del cinema alemany i va rebre bones crítiques; també hi apareixen l'artista Clara Westhoff, el pintor i marit Otto Modersohn i el poeta Rainer Maria Rilke, interpretats per Roxane Duran, Albrecht Schuch i Joel Basman, respectivament.